# Gai Muci Escèvola
Gai Muci Escèvola (en llatí: Gaius Mucius Scaevola) va ser un heroi llegendari romà que suposadament va viure al segle vi aC.
Quan el rei etrusc Lars Porsenna blocava la ciutat de Roma el 509 aC, el jove Gai Muci, un patrici, va sortir de la ciutat amb permís del senat romà teòricament per demanar ajut als déus i realitzar algun fet noble. Es va acostar a la tenda de Porsenna per matar-lo, però el secretari del rei (scriba) estava al seu costat vestit amb robes similars a les del rei, i el va confondre i va matar el secretari en lloc del sobirà.

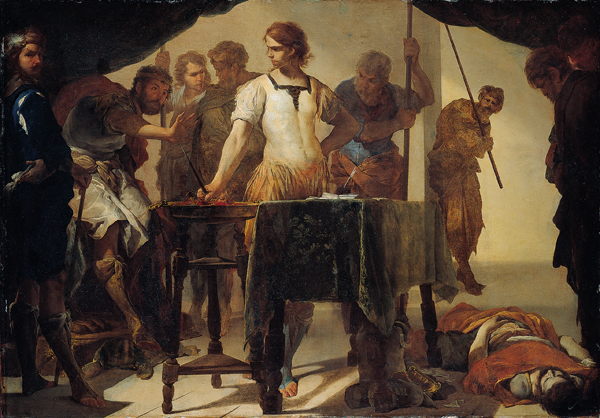
Gai Muci Escevola per Bernardo Cavallino, 1650

Agafat per la guàrdia el van portar davant del rei a qui va donar el seu nom i la seva voluntat de matar Porsenna. En aquell moment portaven un braser ple de brases enceses, destinat a un sacrifici. Muci va estirar la mà dreta i la va posar a les brases, deixant que se li cremés. El rei Porsenna, admirat, va dir que s'emportessin el braser i li va tornar l'espasa. Muci va dir al rei que hi havia tres-cents joves romans més, disposats a fer el mateix (cosa que era falsa) i que ell era allí perquè li havia tocat en sort de ser el primer. Porsenna, espantat, va optar per aixecar el blocatge i signar un armistici amb Roma.
Va rebre llavors el malnom d'Escèvola (llatí: scaevola) i va rebre com a recompensa unes terres al darrere del Tíber (terres conegudes com a llatí: Mucia Prata). Encara que a la història, narrada per Titus Livi i Dionís d'Halicarnàs l'esmenten com a patrici, la família dels Mucis era plebea.